# Edward Goodrich Acheson
Pour les articles homonymes, voir Edward Acheson, Goodrich et Acheson.
Edward Goodrich Acheson (né le 9 mars 1856 à Washington, en Pennsylvanie et mort le 6 juillet 1931  à New York) est un chimiste américain. Spécialiste des électrodes au charbon, ses recherches systématiques sur les possibilités des fours à arc électrique le menèrent à la découverte des carbures de silicium et à la production industrielle de graphite. Il breveta plusieurs nouveaux matériaux (réfractaires, abrasifs).

## Biographie

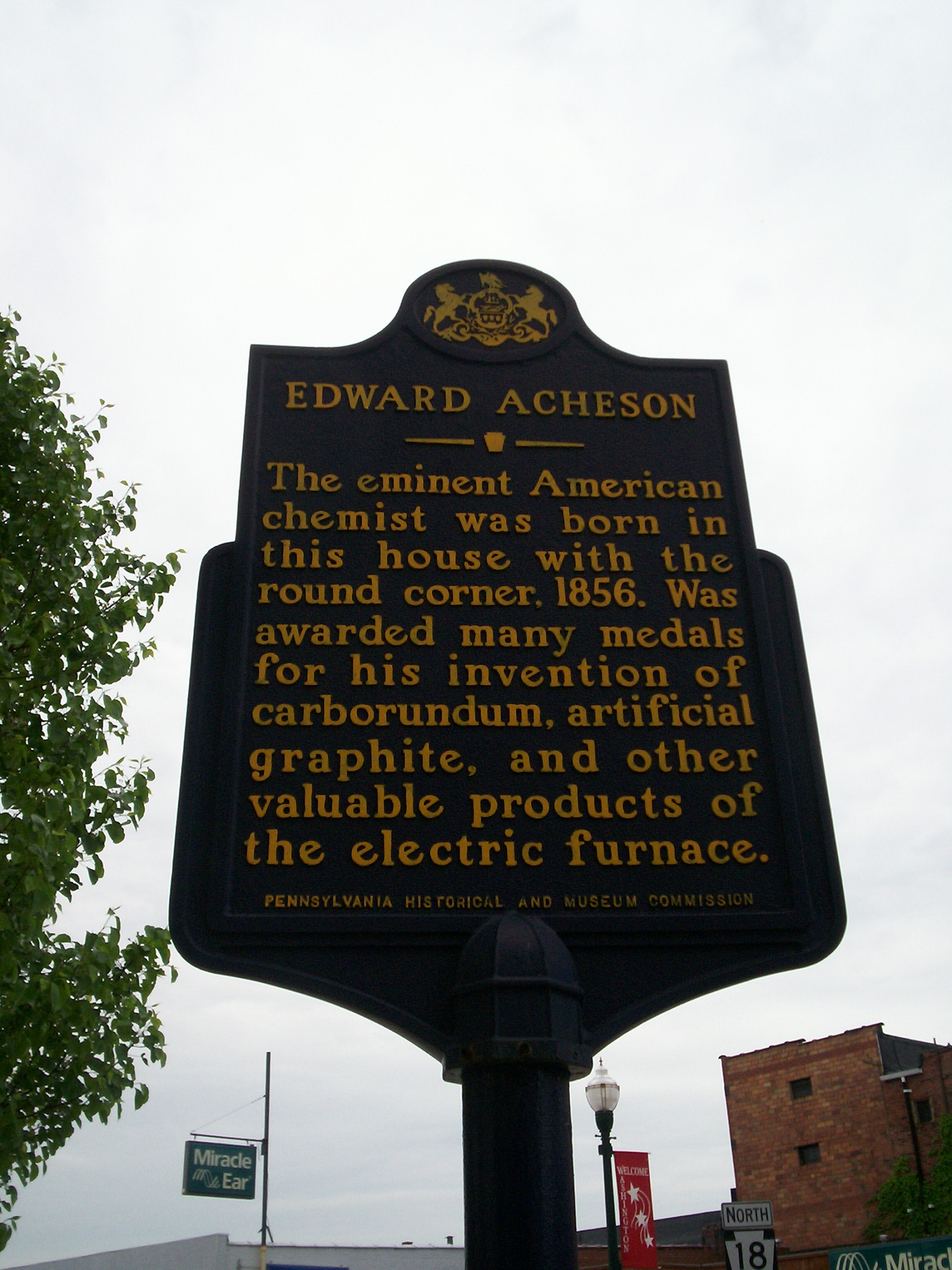
Plaque commémorant la maison natale d'Edward Acheson (Washington, Pennsylvanie).

Acheson (1856–1931) est originaire du bassin houiller du sud-ouest de la Pennsylvanie. Il bénéficia d'une éducation élémentaire à la Bellefonte Academy (1870–72) et dut abandonner ses études à 16 ans à la mort de son père. Il travailla d'abord comme assistant-géomètre pour la Pittsburgh Southern Railroad. Il passait ses soirées à apprendre l’électricité et essayait divers circuits. En 1880, il démarcha Thomas Edison pour lui proposer une batterie de son invention, et fut recruté par l'industriel. Edison l'affecta le 12 septembre 1880 à son laboratoire de recherche de Menlo Park, sous la direction de John Kruesi. Acheson était chargé de mettre au point une électrode au charbon pour les ampoules électriques,. Un an plus tard, il était envoyé en Europe pour moderniser l'éclairage de l'Hôtel de ville d'Anvers et celui de La Scala de Milan, entre autres.
En 1884, Acheson démissionna de la compagnie d'Edison pour prendre la direction d'une usine de fabrication d'ampoules à incandescence. Disposant d'un four électrique, il s'intéressa à la fabrication de diamant synthétique : après avoir chauffé un mélange d'argile et de coke dans un creuset en fonte à l'aide d'un arc électrique, il aperçut, collés contre l'électrode, de petits cristaux brillants, de forme hexagonale : c'étaient des cristaux de carbure de silicium, qu'il appela carborundum. En 1891, sur un conseil d'Edison, Acheson aménagea une centrale électrique à Port Huron pour y poursuivre ses recherches sur le carborundum.

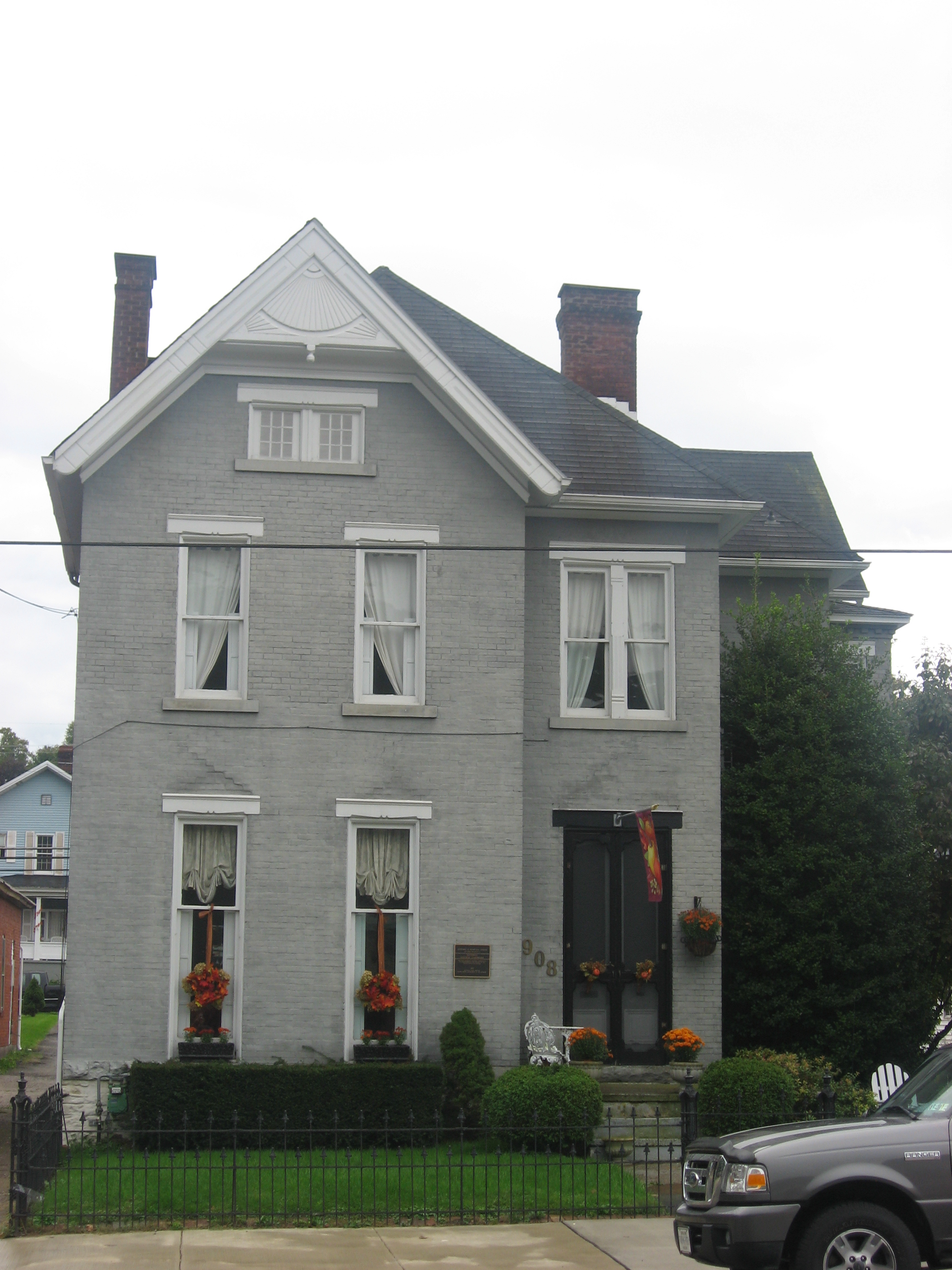
La maison d'Acheson à Monongahela

Le 28 février 1893, il déposa un brevet pour ce matériau aux exceptionnelles propriétés abrasives, mais en 1900, un jugement attribua la paternité de la découverte à l'Electric Smelting and Aluminum Company « pour son procédé de réduction des minerais et autres substances par la méthode de l'arc à incandescence ».
Acheson déposa au total 70 brevets sur les abrasifs, les dérivés du graphite, la réduction des oxydes et les matériaux réfractaires. D'un optimisme incurable, c'était, comme beaucoup de chercheurs, un piètre homme d'affaires : aussi la plupart des sociétés qu'il avait fondées furent-elles rachetées par ses actionnaires ; mais plusieurs de ces entreprises existent encore aujourd'hui en tant que filiales, notamment de Saint-Gobain, de GrafTech International et de Henkel.
Acheson reçut la médaille John Scott du Franklin Institute (1904), le prix Rumford (1907) pour ses travaux sur la production industrielle de carborundum et de graphite, la médaille Perkin (1910) et fut le premier lauréat du prix Acheson de l’Electrochemical Society (1931).